# پودینگ نان و کره
پودینگ نان و کره یک پودینگ نان سنتی است که در انگلستان محبوب است. برش های نان کره ای که با کشمش پراکنده شده‌اند ، در یک ظرف اجاق گاز لایه لایه می شوند و روی آن را با مخلوطی از کاستارد تخم مرغ ، که با جوز هندی ، وانیل یا سایر ادویه جات ترشی جات چیده شده پوشانده و سپس می پزند. 